# Województwo rawskie

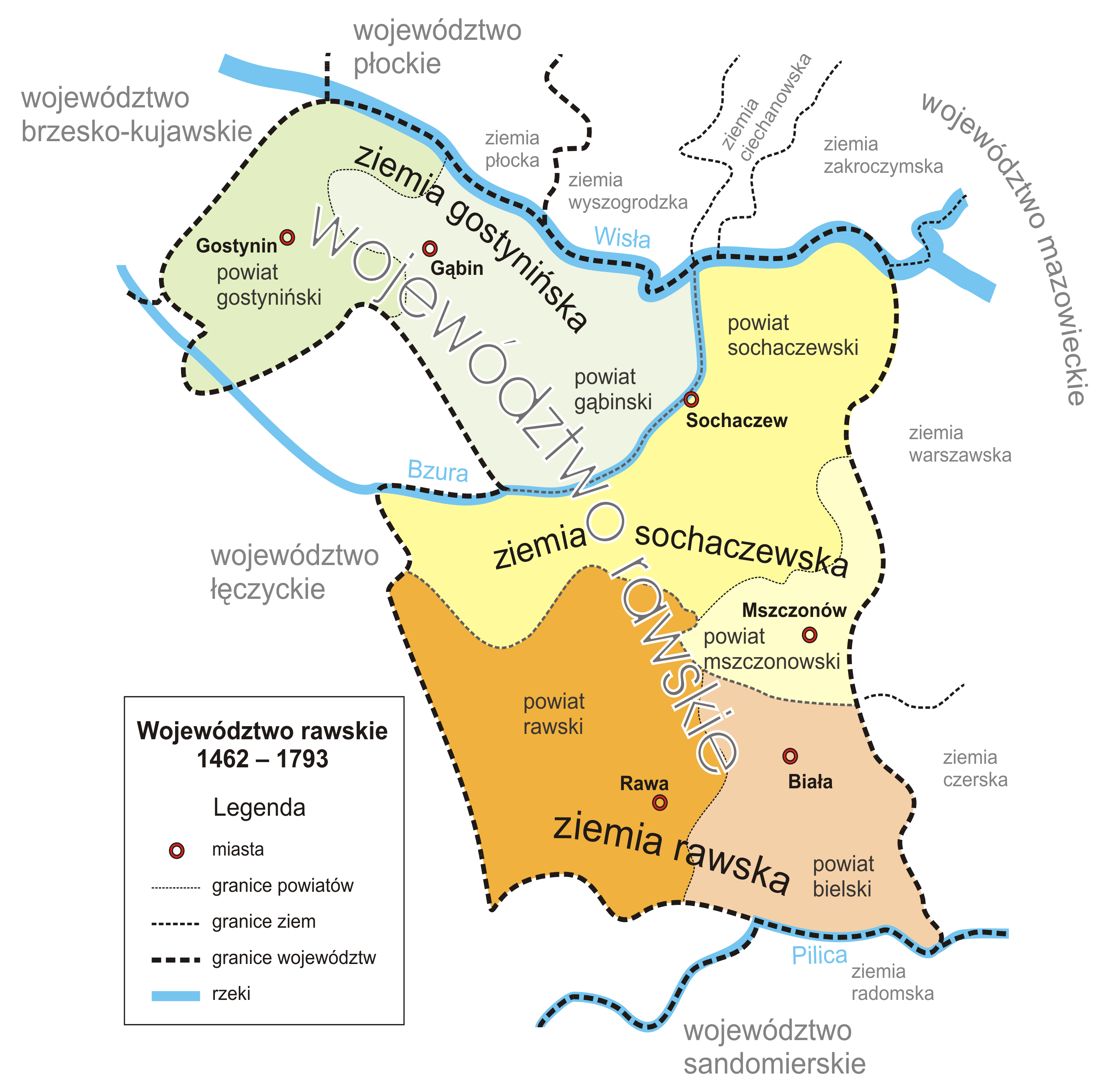
Województwo rawskie

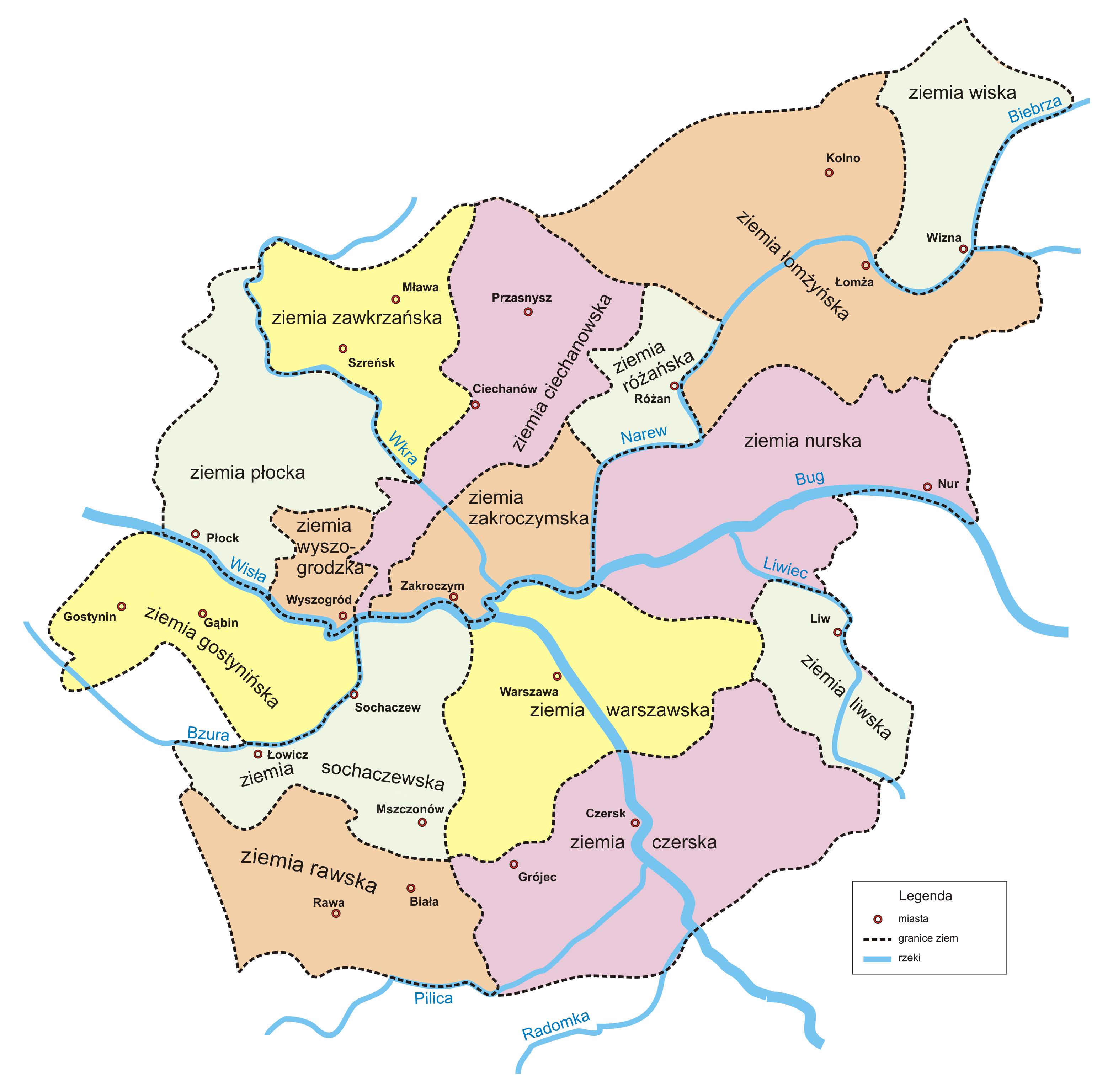
Historyczny podział Mazowsza
(XIII-XVIII wiek)

Województwo rawskie leżało w zachodniej części Mazowsza. Jego stolicą była Rawa Mazowiecka. Powstało po inkorporacji do Korony Polskiej ziemi rawskiej i ziemi gostynińskiej w 1462 po śmierci Władysława II i Siemowita VI oraz inkorporacji ziemi sochaczewskiej w 1476 roku. Województwo istniało do 1793, kiedy po II rozbiorze znalazło się w granicach Królestwa Prus.
Województwo posiadało dwóch senatorów większych – wojewodę i kasztelana rawskich, oraz dwóch mniejszych – kasztelanów: sochaczewskiego i gostynińskiego. Na terenie województwa znajdowały się trzy starostwa grodowe: rawskie, sochaczewskie i gostynińskie. Mundur wojewódzki składał się ze szkarłatnego kontusza z czarnymi wyłogami oraz białego żupana, na guzikach umieszczona była litera R.

## Podział
Składało się z trzech ziem, z których każda dzieliła się na dwa powiaty:
- ziemia rawska
  - powiat rawski
  - powiat bielski
- ziemia sochaczewska
  - powiat sochaczewski
  - powiat mszczonowski
- ziemia gostynińska
  - powiat gostyniński
  - powiat gąbinski

## Miasta na obszarze dawnego województwa rawskiego
Na terenie historycznego województwa rawskiego leżą następujące miasta:
| Lp. | Miasto                 | Liczba mieszkańców | Dawna ziemia | Obecne województwo |
| --- | ---------------------- | ------------------ | ------------ | ------------------ |
| 1.  | Skierniewice           | 45 560             | rawska       | łódzkie            |
| 2.  | Kutno                  | 41 231             | gostynińska  | łódzkie            |
| 3.  | Żyrardów               | 38 784             | sochaczewska | mazowieckie        |
| 4.  | Grodzisk Mazowiecki    | 34 448             | sochaczewska | mazowieckie        |
| 5.  | Sochaczew              | 33 698             | sochaczewska | mazowieckie        |
| 6.  | Łowicz                 | 26 247             | sochaczewska | łódzkie            |
| 7.  | Gostynin               | 17 207             | gostynińska  | mazowieckie        |
| 8.  | Rawa Mazowiecka        | 16 090             | rawska       | łódzkie            |
| 9.  | Głowno                 | 13 216             | rawska       | łódzkie            |
| 10. | Mszczonów              | 6159               | sochaczewska | mazowieckie        |
| 11. | Gąbin                  | 4097               | gostynińska  | mazowieckie        |
| 12. | Nowe Miasto nad Pilicą | 3536               | rawska       | mazowieckie        |
| 13. | Biała Rawska           | 3048               | rawska       | łódzkie            |
| 14. | Mogielnica             | 2144               | rawska       | mazowieckie        |
| 15. | Sanniki                | 1746               | gostynińska  | mazowieckie        |
| 16. | Wiskitki               | 1421               | sochaczewska | mazowieckie        |
| 17. | Jeżów                  | 1268               | rawska       | łódzkie            |
| 18. | Bolimów                | 899                | sochaczewska | łódzkie            |
| 19. | Kiernozia              | 831                | gostynińska  | łódzkie            |

## Ludność
Liczba ludności województwa wynosiła:
- w 1578 ok. 138,7 tys. mieszk. (gęstość ok. 22,37 mieszk./km²)
- w 1662 ok. 76,2 tys. mieszk. (gęstość ok. 12,29 mieszk./km²)
- w 1790 ok. 109,6 tys. mieszk. (gęstość ok. 17,67 mieszk./km²)